# Дроздівська сільська рада (Куликівський район)
Дрозді́вська сільська́ ра́да — адміністративно-територіальна одиниця та орган місцевого самоврядування в Куликівському районі Чернігівської області. Адміністративний центр — село Дроздівка.

## Загальні відомості
Дроздівська сільська рада утворена у 1919 році.
- Територія ради: 73,85 км²
- Населення ради: 1 179 осіб (станом на 2001 рік)

## Населені пункти
Сільській раді були підпорядковані населені пункти:
- с. Дроздівка

## Склад ради
Рада складалася з 14 депутатів та голови.
- Голова ради: Корж Віталій Миколайович
- Секретар ради: Хоменко Надія Василівна

### Керівний склад попередніх скликань
| Прізвище, ім'я, по батькові | Основні відомості                                                 | Дата обрання | Дата звільнення |
| --------------------------- | ----------------------------------------------------------------- | ------------ | --------------- |
| Гончар Віталій Григорович   | Сільський голова, 1952 року народження, член Народної партії      | 26.03.2006   | 31.10.2010      |
| Корж Віталій Миколайович    | Сільський голова, 1987 року народження, освіта вища, безпартійний | 31.10.2010   |                 |

Примітка: таблиця складена за даними сайту Верховної Ради України

### Депутати
За результатами місцевих виборів 2010 року депутатами ради стали:

#### За суб'єктами висування
| Суб'єкт висування | Кількість обраних депутатів | %    |
| ----------------- | --------------------------- | ---- |
| Партія регіонів   | 10                          | 71,4 |
| Самовисування     | 4                           | 28,6 |

#### За округами
| № округу        | Прізвище, ім'я, по батькові     | Дата визнання обраним | Освіта             | Партійна приналежність | Відомості про обраного депутата                                                  |
| --------------- | ------------------------------- | --------------------- | ------------------ | ---------------------- | -------------------------------------------------------------------------------- |
| Партія регіонів |                                 |                       |                    |                        |                                                                                  |
| 3               | Лазар Ніна Михайлівна           | 04.11.2010            | середня спеціальна | позапартійна           | Стаціонарне відділення ТЦ соціального обслуговування у с. Дроздівка, завідувачка |
| 4               | Кот Ніна Іванівна               | 04.11.2010            | середня спеціальна | позапартійна           | пенсіонер                                                                        |
| 5               | Хоменко Надія Василівна         | 04.11.2010            | вища               | член Партії регіонів   | Дроздівська сільська рада, секретар                                              |
| 6               | Кузьменко Алла Станіславівна    | 04.11.2010            | середня            | позапартійна           | Дроздівська сільська рада, техпрацівник                                          |
| 7               | Кравченко Алла Миколаївна       | 04.11.2010            | середня спеціальна | позапартійна           | Дроздівська сільська рада, землевпорядник                                        |
| 8               | Глушак Михайло Павлович         | 04.11.2010            | середня спеціальна | член Партії регіонів   | тимчасово не працює                                                              |
| 9               | Воліна Людмила Григорівана      | 04.11.2010            | середня спеціальна | позапартійна           | ЗАТ «Куликівське молоко», приймальник молока                                     |
| 10              | Момот Петро Васильович          | 04.11.2010            | середня            | позапартійний          | тимчасово не працює                                                              |
| 11              | Максименко Валентина Олексіївна | 04.11.2010            | середня            | позапартійна           | Дроздівська сільська рада, касир                                                 |
| 12              | Кононенко Ольга Іванівна        | 04.11.2010            | вища               | позапартійна           | Дроздівський дошкільний навчальний заклад, завідувачка                           |
| Самовисування   |                                 |                       |                    |                        |                                                                                  |
| 1               | Пилипенко Лариса Віталіївна     | 04.11.2010            | вища               | позапартійна           | Дроздівська загальноосвітня школа І-ІІІ ст., вчитель                             |
| 2               | Глушак Ірина Валеріївна         | 04.11.2010            | середня            | позапартійна           | Дроздівська сільська рада, головний бухгалтер                                    |
| 13              | Близнюк Сергій Іванович         | 04.11.2010            | середня            | позапартійний          | Дроздівська загальноосвітня школа І-ІІІ ст., кочегар                             |
| 14              | Андрушко Людмила Миколаївна     | 04.11.2010            | вища               | позапартійна           | ПП «Куликівські аграрні інвестиції», головний бухгалтер                          |